# Hankyū serie 9300
L'elettrotreno serie 9300 delle Ferrovie Hankyū è un elettrotreno per il servizio pendolari sulla linea principale Hankyū Kyōto in Giappone costruito dalla Hitachi e appartenente alla famiglia A-Train. Come tutti i suoi predecessori la livrea mantiene il colore storico bordeaux.
Sono stati prodotti finora 11 esemplari, ciascuno composto da 8 carrozze. Alcuni sono dotati di indicatore di destinazione esterno a LED, mentre altri mantengono un indicatore meccanico a scorrimento.